# Galium aparine
El amor de hortelano, azotalenguas o lapa (Galium aparine) es una hierba anual de la familia de las rubiáceas, nativa de Europa y Norteamérica. Todas las partes de la planta están cubiertas de pequeños espolones, que hacen que se adhiera como el velcro a la ropa o el vello corporal. La infusión de sus  semillas molidas se toma como sucedáneo del café, con el que está remotamente emparentado.

## Descripción
G. aparine es una hierba anual, de hasta 2 m de longitud de tallo. Este es trepador, de sección cuadrangular, ramificado desde la base, con los nudos setosos, anguloso, cubierto de espolones. Las hojas forman verticilos de 6 a 8 unidades; son mononervadas, lineares a lanceoladas o espatuladas, de hasta 1 cm de largo, con el ápice hialino, mucronadas. Presentan acúleos retrorsos en los márgenes. Las flores son hermafroditas, blancas o verde claro, carentes de cáliz, tetrámeras, con los pétalos soldados en la base, de cuatro estambres; forman cimas axilares de pocas flores. El fruto es un esquizocarpo globoso, cubierto de pelos uncinados de base tuberculada. Florece a comienzos de la primavera.

## Crecimiento, hábitat y distribución
G. aparine es nativo de Europa y América del Norte. Crece de forma silvestre en pastizales, terrenos arados y jardines; es una de las malezas más frecuentes que afectan al cereal, por la similitud de sus semillas con las de estos.
Es un terófito, es decir, completan todo su desarrollo durante la estación favorable; muere al aproximarse el frío. Los espolones de los frutos favorecen la dispersión por zoocoria.

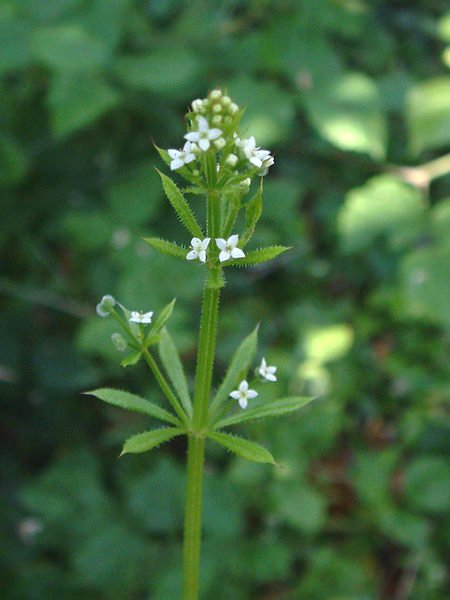

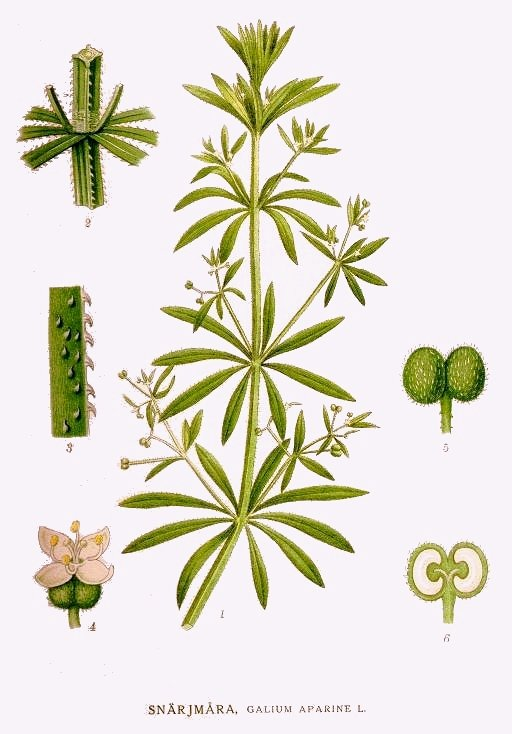
Ilustración

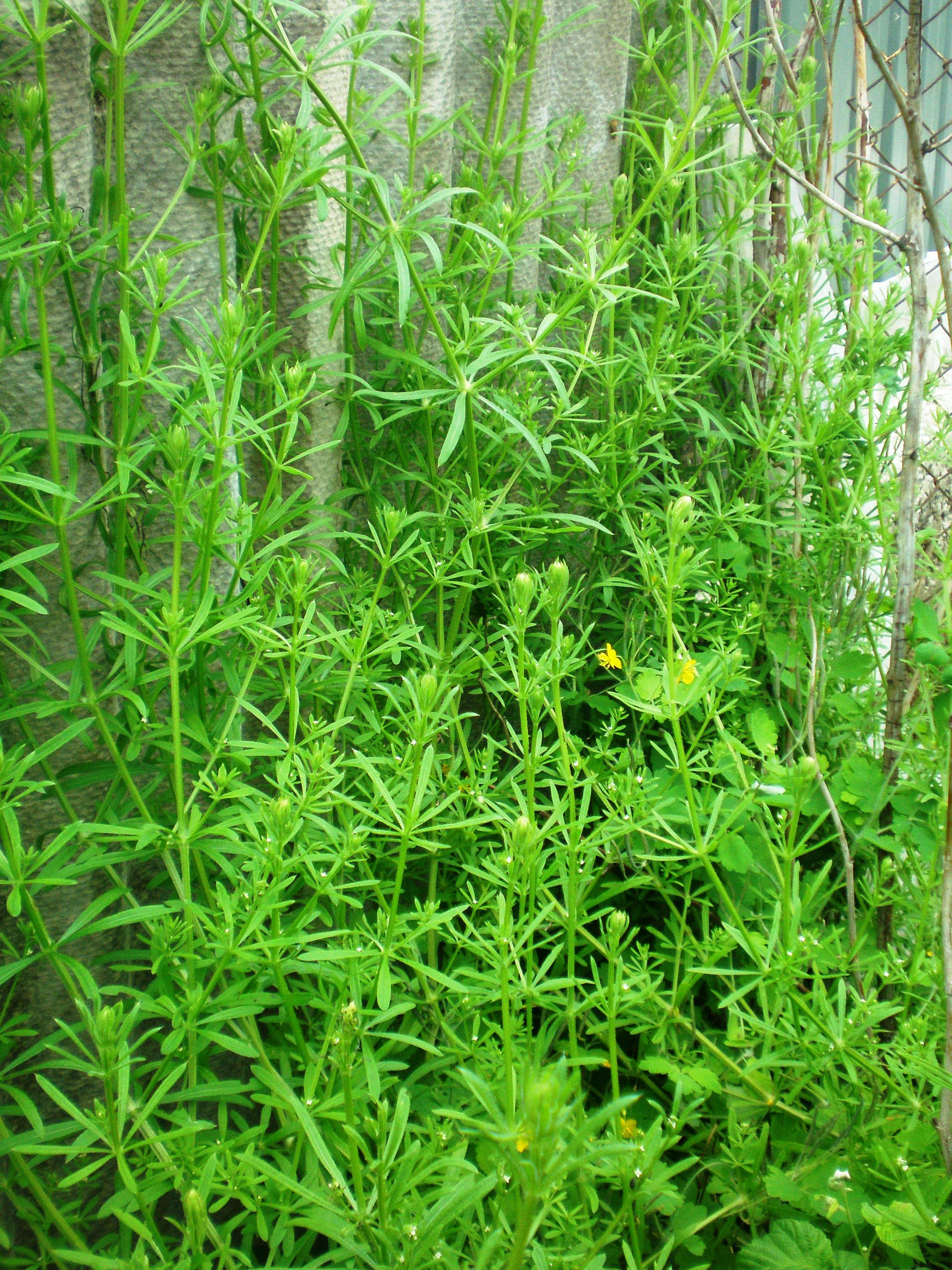
Follaje

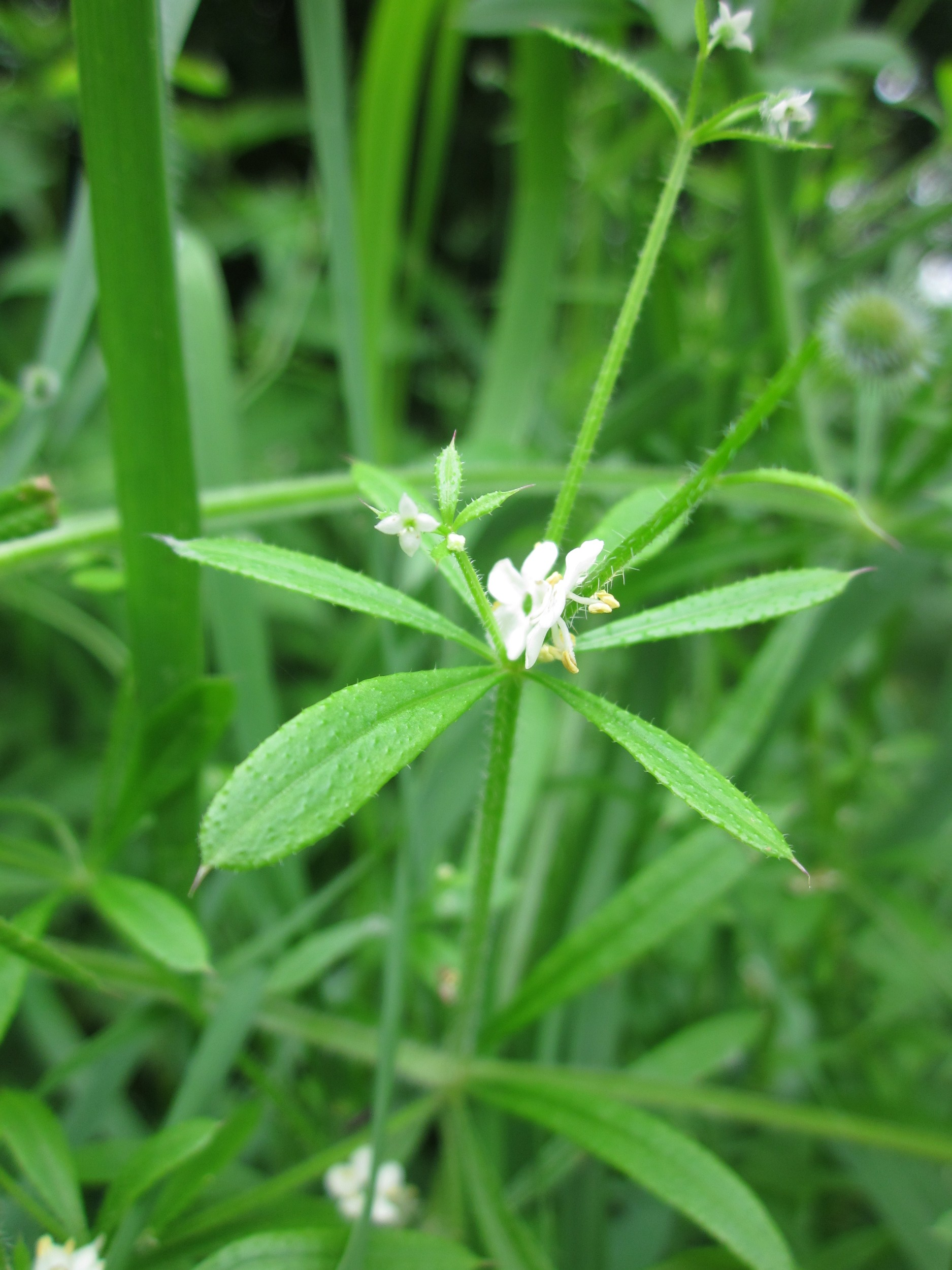
Detalle

## Historia
Planta conocida desde la Antigüedad, de la que Dioscórides dice: "Su flor aplicada en forma de emplasto, sana las quemaduras del fuego y restaña las efusiones de sangre". Su raíz atiza la virtud genital". Andrés Laguna añade: "restiñe todo fluxo de sangre". Se cuenta además que sus bellas flores amarilla sirvieron en la antigüedad para enrubiar los cabellos, así como para cuajar la leche para hacer quesos que adoptan un bello color amarillo. De esto último parece derivar el nombre del género (de gala = leche).

## Taxonomía
Galium aparine fue descrita por Carlos Linneo y publicado en Species Plantarum 1: 108, en el año 1753.
Citología
Número de cromosomas de Galium aparine (Fam. Rubiaceae) y táxones infraespecíficos: 2n=66.  2n=64. 2n=64, 66.
Etimología
Galium: nombre genérico que deriva de la palabra griega gala que significa  "leche",  en alusión al hecho de que algunas especies fueron utilizadas para cuajar la leche.
aparine: epíteto que significa "como el género Aparine (ahora un sinónimo de Galium).
Sinonimia
- Aparine vulgaris Hill (1770).
- Asperula aparine (L.) Besser (1809), nom. illeg.
- Asterophyllum aparine (L.) Schimp. & Spenn. in F.C.L.Spenner (1829).
- Asperula aparine var. aparine (L.) Nyman (1879), nom. inval.
- Galion aparinum (L.) St.-Lag. (1880).
- Rubia aparine (L.) Baill. (1880).
- Galium adhaerens Gilib. (1782)
- Galium asperum Honck. (1782), nom. illeg.
- Galium uliginosum Thunb. (1784), nom. illeg.
- Aparine hispida Moench (1794).
- Galium lappaceum Salisb. (1796).
- Galium hispidum Willd. (1809).
- Galium scaberrimum Vahl ex Hornem. (1813).
- Galium uncinatum Gray (1821).
- Galium agreste Wallr. (1822).
- Galium intermedium Mérat (1831), nom. illeg.
- Galium aparine var. minor Hook. (1833).
- Galium pauciflorum Bunge (1833), nom. illeg.
- Galium horridum Eckl. & Zeyh. (1837), nom. illeg.
- Galium aparine var. subglabrum Peterm. (1838).
- Galium spurium var. echinospermum Desp. (1838).
- Crucianella purpurea Wulff ex Steud. (1840).
- Galium segetum K.Koch (1843).
- Galium chilense Hook.f. (1846).
- Galium aparine var. microphyllum Clos in C.Gay (1848).
- Galium chonosense Clos in C.Gay (1848)
- Galium pseudoaparine Griseb. (1854).
- Galium parviflorum Maxim. (1859), nom. illeg.
- Galium tenerrimum Schur (1866).
- Galium aparine var. fructibushispidis Franch. (1883).
- Galium aparine var. intermedium (Mérat) Bonnet (1883).
- Galium borbonicum var. makianum Cordem. (1895).
- Galium aparine var. pseudoaparine (Griseb.) Speg. (1897).
- Galium aparine var. echinospermum (Wallr.) T.Durand in É.A.J.De Wildeman & T.A.Durand (1899).
- Galium australe Reiche (1900), nom. superfl.
- Galium larecajense Wernham (1912).
- Galium spurium var. echinospermum (Wallr.) Hayek (1912).
- Galium charoides Rusby (1934).
- Galium oliganthum Nakai & Kitag. (1934).
- Galium aparine f. intermedium (Mérat) R.J.Moore (1975).
- Galium aparine var. agreste P.D.Sell (2006).
- Galium aparine subsp. agreste P.D.Sell (2006).[7][8]

## Nombre común
- Castellano (España): amigo de caminantes, amor de hortelano, amor del hortelano, amor de ortolano, apegaloso, apegamanos, azotalengua, azotalenguas, busca-medias, cadillo, chapizo, cuajaleches, cuajo, enredadera, galio, galio de flor blanca, garduña, hierba de gallina, hierba pegajosa, hierba presa, lampazo menor, lapa, lapas, largalo, lepra, lárgalo, lártago, meloja, pajiro, pegadizos, pegamanos, pega-ropas, pelosa, planta del amor, presera, presura, rabia, rapia, rascalenguas, raspalenguas, rébola, redondos, repegón, saupeños, tiña, yerba pegajosa, zarafuelle.[9]
- lengua de gato (Chile)[10]